# Sport Club Corinthians Alagoano
Maillots
Le Sport Club Corinthians Alagoano est un club brésilien de football basé à Maceió dans l'État de l'Alagoas.

## Palmarès
- Championnat de l'État de l'Alagoas
  - Champion : 2004

## Joueurs emblématiques
Luiz Gustavo